# Aauri Bokesa
Aauri Lorena Bokesa Abia (Madrid, 14 dicembre 1988) è un'atleta e cestista spagnola.
Membro sia dell'atletica che del basket, è stata internazionale con la squadra spagnola in entrambi gli sport, ma ha raggiunto l'apice con l'atletica, dove ha partecipato ai Londra 2012, di Rio de Janeiro 2016 e di Tokyo 2020, dove ha gareggiato nei 400m. Nell'edizione di Tokyo ha gareggiato anche nella Staffetta 4x100m mista.
Ai Giochi del Mediterraneo 2018, ha vinto 1 bronzo nella Staffetta 4x400m.